# Hôtel de Simiane (Aix-en-Provence)
Pour les articles homonymes, voir Hôtel de Simiane.
L'hôtel de Simiane, ou hôtel de Grignan-Simiane, est un hôtel particulier situé 17 rue Goyrand, à Aix-en-Provence. 

## Histoire
Hôtel édifié en 1697 par François d'Albert et son fils Marc-Antoine d'Albert, conseillers au parlement. Il est acheté en 1732 par Pauline de Simiane, veuve de Louis de Simiane, marquis d'Esparron, lieutenant-général en Provence et gentilhomme de la chambre du régent Philippe de France, duc d’Orléans, et petite-fille de madame de Sévigné. Elle y est morte le 3 juillet 1737. En 1731, le marquis de Caumont avait conseillé à la marquise de Simiane d'engager l'architecte avignonnais Thomas Lainé pour reprendre la décoration intérieure. Joseph Vernet avait exécuté les peintures des dessus de portes qui sont toujours en place. Sa fille, Magdelaine-Sophie de Simiane, s'est mariée en 1725 à Alexandre-Gaspard de Villeneuve, marquis de Vence. Émilie de Covet de Marignane a logé en 1772 dans cet hôtel qui appartenait à Marie-Marguerite d'Orcel, douairière de Marignane, qui elle-même habitait chez son amant, le marquis de Villeneuve-Vence, avant son mariage avec Honoré-Gabriel Riqueti de Mirabeau. Alexandre de Périer (1773-1855), dit le comte de Périer, descendant de la famille Villeneuve-Vence, en est le propriétaire dans la première moitié du XIXe siècle.

## Protection
Le monument fait l'objet d'un classement au titre des monuments historiques depuis 1989.